# 向小金
向小金（むかいこがね）は、千葉県流山市の町名。現行行政地名は向小金一丁目から四丁目。郵便番号は270-0143。

## 地理
流山市の東部に位置する。同市最東端の町であり、全域が住宅街となっている。また、地域内の標高24.9mが市内最高の標高となっている。
三丁目に市立向小金小学校がある。
東は柏市南柏・南柏中央・今谷上町・今谷南町・東中新宿、西は前ケ崎、南は柏市中新宿、光ケ丘、北は松ケ丘と接している。

### 地価
住宅地の地価は、2015年（平成27年）1月1日の公示地価によれば、向小金1丁目237番24の地点で12万7000円/m2となっている。

## 歴史

### 地名の由来
従前の地名である｢向小金新田｣の新田を取ったもの。

### 沿革
- 1869年（明治2年） 葛飾県葛飾郡向小金新田となる。
- 1871年（明治4年） 廃藩置県により印旛県葛飾郡向小金新田となる。
- 1873年（明治6年） - 県の統合及び、郡の分割により千葉県東葛飾郡向小金新田となる。
- 1889年（明治22年）4月1日 - 東葛飾郡市野谷村、思井村、前平井村、後平井村、芝崎村、長崎村、中村、名都借村、古間木村、前ヶ崎村、野々下村、大畔新田、駒木村、十太夫新田、駒木新田、青田新田、初石新田と合併し、東葛飾郡八木村大字向小金新田となる。
- 1951年（昭和26年）4月1日 - 八木村が流山町、新川村と合併し、東葛飾郡江戸川町大字向小金新田となる。
- 1952年（昭和27年）1月1日 - 江戸川町が流山町に改称。東葛飾郡流山町大字向小金新田となる。
- 1967年（昭和42年）1月1日 - 市制施行により、流山市大字向小金新田となる。
- 1989年（平成元年）5月29日 - 大字向小金新田の全域、大字名都借、松ケ丘一・三丁目の各一部より向小金一丁目～四丁目を新設する。

### 町名の変遷
| 実施後       | 実施年月日    | 実施前（各町名ともその一部）                                                                       |
| ------------ | ------------- | -------------------------------------------------------------------------------------------------- |
| 向小金一丁目 | 1989年5月29日 | 大字名都借字河村台、大字向小金新田字前畑・字西堀込・字田島・字内ノ東割、松ケ丘一丁目・松ケ丘三丁目 |
| 向小金二丁目 | 1989年5月29日 | 大字向小金新田字セガン・字清徳・字内堀込・字前畑・字西堀込・字田島・字内野東割                     |
| 向小金三丁目 | 1989年5月29日 | 大字向小金新田字セガン・字内堀込・字四人堀込・字六十面                                             |
| 向小金四丁目 | 1989年5月29日 | 大字向小金新田字向原                                                                               |

## 小字
向小金一丁目～四丁目は地番整理が行われておらず、前身の大字向小金新田から引き継いだものを中心に12の小字が存在する。ここでは、北から順に列挙する。
- 田島（北部は1961年（昭和36年）に松ケ丘一丁目に編入）
- 河村（全域が1961年（昭和36年）に松ケ丘三丁目に編入された後、1989年（平成元年）に向小金一丁目に再編入）
- 河村台（1989年（平成元年）に大字名都借より一部を編入）
- 西堀込
- 前畑
- 内野東割
- 清徳
- 内堀込
- セガン
- 六十面
- 四入堀込
- 向原

消滅した小字
- 北ノ大割（1961年（昭和36年）に松ケ丘四丁目に編入）
- 丹後（1961年（昭和36年）に松ケ丘二丁目に編入）
- 大尻（1961年（昭和36年）に松ケ丘一丁目に編入）

## 世帯数と人口
2017年（平成29年）11月1日現在の世帯数と人口は以下の通りである。
| 丁目         | 世帯数    | 人口    |
| ------------ | --------- | ------- |
| 向小金一丁目 | 1,139世帯 | 2,436人 |
| 向小金二丁目 | 1,215世帯 | 2,828人 |
| 向小金三丁目 | 1,446世帯 | 3,279人 |
| 向小金四丁目 | 304世帯   | 791人   |
| 計           | 4,104世帯 | 9,334人 |

## 小・中学校の学区
市立小・中学校に通う場合、学区は以下の通りとなる。
| 丁目         | 番地 | 小学校               | 中学校             |
| ------------ | ---- | -------------------- | ------------------ |
| 向小金一丁目 | 全域 | 流山市立東小学校     | 流山市立東部中学校 |
| 向小金二丁目 | 全域 | 流山市立向小金小学校 | 流山市立東部中学校 |
| 向小金三丁目 | 全域 | 流山市立向小金小学校 | 流山市立東部中学校 |
| 向小金四丁目 | 全域 | 流山市立向小金小学校 | 流山市立東部中学校 |

## 施設
- 流山市立向小金小学校
- 香取神社
- 柏市立光ヶ丘小学校（柏市の小学校であるが、流山市向小金に所在する）